# Псковское областное собрание депутатов
Псковское областное Собрание депутатов — законодательный (представительный) однопалатный орган государственной власти Псковской области, является постоянно действующим высшим и единственным органом законодательной власти области.
Псковское областное Собрание состоит из 26 депутатов, избираемых населением. С 2002 года региональный парламент формируется по смешанной системе, срок полномочий депутатов составляет пять лет. Псковское областное Собрание депутатов является правомочным, если в его состав избрано не менее двух третей установленного числа депутатов.

## История

### Первый созыв
Конституция 1993 года наделила регионы статусом полноправных субъектов Российской Федерации и дала возможность самостоятельно решать многие вопросы социально-экономического развития. В Псковской области Совет народных депутатов не самораспустился, как в большинстве регионов России, а под руководством председателя Виталия Пушкарева подготовил проведение демократических выборов в областное Собрание депутатов, которое стало правопреемником Совета народных депутатов.
Первые выборы в Собрание депутатов проходили в два этапа по мажоритарной системе. 29 января 1994 года в Пскове, Великих Луках и ещё в трёх округах депутатов не удалось избрать из-за недостаточной явки. Довыборы назначили на 27 марта 1994 года. В итоге всеобщим прямым тайным голосованием были избраны все депутаты в 21 округе : восемь человек представляли органы власти и управления, четверо депутатов были врачами, двое — учителями, пятеро руководили сельхозпредприятиями, один — производством, один был предпринимателем.
Собрание приступило к работе 8 апреля 1994 года. Председателем областного Собрания был избран Юрий Анисимович Шматов. В структуре законодательного органа были предусмотрены две должности заместителя — ими стали Геннадий Бубнов и Владимир Шлюнько. Сформировано четыре комитета, направление работы которых примерно сохранилось на протяжении работы следующих созывов: по социальной политике, по экономике, собственности и природопользованию, по бюджету, финансам и налоговой политике, по законодательству и местному самоуправлению. Шестеро депутатов работали на постоянной профессиональной основе, 15 — без отрыва от основной деятельности.
21 декабря 1994 года депутаты приняли Устав Псковской области — один из первых законодательных актов не только послужил фундаментом для формирования региональной нормативно-правовой базы, но и стал модельным документом для нескольких десятков субъектов Российской Федерации не только на Северо-Западе, но и в регионах центральной России и Сибири.

### Второй созыв
Областное Собрание депутатов второго созыва избрано 29 марта 1998 года в составе 22 депутатов: 4 представителя органов власти и управления, 4 предпринимателя, столько же из сферы здравоохранения и сельского хозяйства, 2 представителя промышленности и строительства, и по одному человеку — от образования, торговли и общественных организаций, один военнослужащий. Пятеро являлись депутатами предыдущего созыва.
10 апреля 1998 года в ходе первой сессии Собрания второго созыва председателем вновь избран Юрий Анисимович Шматов.

### Третий созыв
Псковская область вошла в число первых регионов Российской Федерации, где выборы прошли по смешанной системе: в 2002 году две трети депутатов были избраны по одномандатным округам, ещё треть — по единому избирательному округу, включающему всю территорию Псковской области, пропорционально числу голосов, поданных за единые списки кандидатов избирательных объединений и блоков. Эксперимент имел общероссийское значение — новый порядок формирования органов законодательной власти в субъектах был опробован ещё до принятия федерального закона, сделавшего систему обязательной. Впервые в областном парламенте были зарегистрированы депутатские объединения — фракции, а численный состав Собрания увеличился до 33 депутатов.
Право на выдвижение кандидатов в депутаты областного Собрания по единому избирательному округу реализовали семь избирательных объединений и два образованных для этих целей блока.
В последующем были зарегистрированы единые списки восьми из девяти избирательных объединений и блоков. В результате голосования 31 марта 2002 года были избраны 19 из 22 депутатов в одномандатных избирательных округах и 11-депутатских мандатов замещено избирательными объединениями. «КПРФ» первоначально досталось 4 места в региональном парламенте, столько же получила партия «Единство» — 4, блок «Кузнецов, Полозов, Савицкий — Вместе ради будущего» — 3. Позднее по судебному решению произошло перераспределение: депутатский мандат избирательного объединения «Кузнецов, Полозов, Савицкий — Вместе ради будущего» был передан КПРФ. Правильность распределения мандатов, произведенного областной избирательной комиссией, была оспорена впервые в отечественной практике, окончательное решение принял Верховный суд Российской Федерации.
Список партии «Единство» представлял интересы действующего губернатора Евгения Михайлова, в период стартовавшей избирательной кампании политическое движение прекратило существование — 1 декабря 2001 года на учредительном съезде в Кремле «Единство», «Отечество» и «Вся Россия» объединились в новую партию «Единая Россия».
По четырём одномандатным избирательным округам выборы не состоялись, победил «кандидат против всех». Среди избранных депутатов — 16 представителей бизнеса, промышленности и торговли, 6 человек продолжили депутатскую деятельность, 2 представителя госбюджетной сферы, по одному — от здравоохранения, ЖКХ, общественных и юридических организаций, один журналист.
Повторные выборы прошли 29 сентября 2002 года, но избрать удалось лишь одного депутата, 14 марта 2004 года — ещё двоих. Депутат по округу № 1 так и не был избран до конца созыва.
На первой сессии председателем был избран Юрий Анисимович Шматов, за него проголосовали 18 из 28 депутатов. 24 июня 2004 года тайным голосованием депутаты освободили его от должности спикера, а выполнять полномочия председателя назначили Валентина Григорьевича Каленского. 8 июля Псковский городской суд принял решение восстановить Юрия Шматова в должности председателя, в октябре областной суд принял такое же решение, в тот же день Юрий Шматов ушёл в добровольную отставку по состоянию здоровья. 31 марта 2005 года председателем Собрания был избран Борис Геннадьевич Полозов (23 голосами из 30 присутствовавших депутатов).
В период работы третьего созыва началась реформа местного самоуправления. Вступил в силу 131 федеральный закон «Об общих принципах организации местного самоуправления в Российской Федерации», начался переход на двухуровневую систему муниципальной власти. У Псковской области к тому времени уже был пятилетний опыт реализации пилотного проекта в Печорском районе. Эксперимент в Круппской и Кулейской волостях начался в 1996 году, с 1998 года заработал в полной мере, в 2003 году все наработки легли в основу регионального закона «О местном самоуправлении в Псковской области».

### Четвёртый созыв
Депутатский корпус четвёртого созыва областного Собрания был также сформирован по смешанной системе. Количество депутатов увеличилось до 44. Одна половина была избрана по партийным спискам (пропорциональная система), вторая — по одномандатным округам (мажоритарная система). В Избирательном кодексе Псковской области появилась норма о создании общеобластной части списка и региональных групп, соответствующих одномандатным избирательным округам. Право участвовать в распределении депутатских мандатов получили избирательные объединения, преодолевшие 7-процентный барьер.
На выборах 11 марта 2007 года абсолютное большинство — 29 мест в Собрании — получила партия «Единая Россия»: 18 были избраны по одномандатным округам, ещё 11 мест единороссы получили по итогам выборов в едином избирательном округе, набрав 45,42 % голосов. 19,46 % (5 мандатов) получило областное отделение КПРФ, у регионального отделения «Справедливой России» — 15,68 % (4 мандата), у ЛДПР — 8,41 % (2 мандата).
Среди избранных депутатов — 20 представителей бизнеса, промышленности и торговли, 6 человек продолжили депутатскую деятельность, в состав депутатского корпуса также вошли пятеро представителей сельского хозяйства, по трое от госбюджетной сферы и от здравоохранения, по двое от партийных и от спортивных организаций, один общественник, один пенсионер и один представитель сферы образования.
23 марта 2007 года на первой сессии четвертого созыва председателем был избран Борис Геннадьевич Полозов. За его кандидатуру проголосовал 41 из 43 присутствующих на сессии депутатов. Выдвижение было поддержано Президиумом Генерального Совета Партии «Единая Россия». На второй сессии были зарегистрированы четыре депутатские группы — «Единая Россия» (28 человек), КПРФ (5 человек), «Справедливая Россия» (5 человек) и ЛДПР (3 человека). Трое депутатов-одномандатников не вошли ни в одну из фракций: выдвинутый СПС Анатолий Тиханов, «Единой Россией» Игорь Савицкий и самовыдвиженец Юрий Шматов.

### Пятый созыв
В результате выборов 2011 года, предусматривавших избрание 22 депутатов по одномандатным округам и 22 депутатов по партийным спискам, места в Собрании пятого созыва распределились следующим образом: 27 мандатов получила «Единая Россия» (17 по одномандатным округам, 9 по партийным спискам, кроме того, в состав фракции вошёл самовыдвиженец Юрий Сорокин), КПРФ — 9 (3 по одномандатным округам и 6 по партийным спискам), «Справедливая Россия» — 4 места (1 по одномандатному округу и 3 по партийным спискам), ЛДПР — 3 места по партийным спискам, один мандат по партийным спискам получило «Яблоко».
Председателем областного Собрания 15 декабря 2011 года утверждён (39 голосами из 42-х присутствовавших) Александр Алексеевич Котов (р. 1961), уроженец посёлка Струги Красные, в прошлом заместитель губернатора области.
| Фракция (на конец работы созыва) | Фракция (на конец работы созыва) | Руководитель                   | Всего        | по партийным спискам | по одномандатным округам |
| -------------------------------- | -------------------------------- | ------------------------------ | ------------ | -------------------- | ------------------------ |
|                                  | Единая Россия                    | Каленский Валентин Григорьевич | 28 (63,64 %) | 9 (40,9 %)           | 19 (86,36 %)             |
|                                  | КПРФ                             | Рогов Александр Анатольевич    | 8 (18,18 %)  | 6 (27,27 %)          | 2 (9,09 %)               |
|                                  | Справедливая Россия — За правду  | Тудакова Наталья Викторовна    | 4 (9,09 %)   | 3 (13,64 %)          | 1 (4,55 %)               |
|                                  | ЛДПР                             | Макарченко Сергей Викторович   | 3 (6,82 %)   | 3 (13,64 %)          | 0                        |
|                                  | Яблоко                           | Шлосберг Лев Маркович          | 1 (2,27 %)   | 1 (4,55 %)           | 0                        |

2 октября 2014 года единоросс Елена Бибикова (округ № 15) досрочно сложила полномочия в связи с поступившим от губернатора Андрея Турчака предложением представлять Псковскую область в Совете Федерации. В мае 2015 года областной парламент покинул коммунист Аркадий Мурылёв в связи с избранием на должность уполномоченного по защите прав предпринимателей Псковской области. В результате прошедших 13 сентября 2015 года довыборов в двух округах победу одержали представители партии «Единая Россия»: в округе № 15 — Игорь Дитрих, в округе №7 — Всеволод Козловский. КПРФ потеряла один мандат, но сохранила позицию второй по величине фракции — в её составе осталось 8 депутатов. Представительство партии власти выросло до 28 мандатов.
| Явка избирателей 52,72 %                                    |                                                        |                                                         |                                                         |                                  |
| № округа                                                    | ФИО избранного депутата                                | Число и доля голосов избирателей, поданных за кандидата | Число и доля голосов избирателей, поданных за кандидата | партия                           |
| № округа                                                    | ФИО избранного депутата                                | абсолют.                                                | %                                                       | партия                           |
| 1                                                           | Фёдоров Алексей Николаевич                             | 4603                                                    | 31,34 %                                                 | КПРФ                             |
| 2                                                           | Михайлов Дмитрий Юрьевич                               | 4051                                                    | 29,69 %                                                 | КПРФ                             |
| 3                                                           | Севастьянов Алексей Анатольевич                        | 4793                                                    | 35,41 %                                                 | «Единая Россия»                  |
| 4                                                           | Тиханов Анатолий Владимирович                          | 6301                                                    | 38,71 %                                                 | «Единая Россия»                  |
| 5                                                           | Сорокин Юрий Юрьевич                                   | 6288                                                    | 44,10 %                                                 | самовыдвиженец («Единая Россия») |
| 6                                                           | Никифорова Лилия Анатольевна                           | 5636                                                    | 36,08 %                                                 | «Справедливая Россия»            |
| 7                                                           | Мурылёв Аркадий Анатольевич                            | 4721                                                    | 30,27 %                                                 | «Единая Россия»                  |
| 7*                                                          | Козловский Всеволод Юрьевич                            | 4721                                                    | 30,27 %                                                 | «Единая Россия»                  |
| 8                                                           | Каракаев Борис Николаевич                              | 3659                                                    | 30,03 %                                                 | «Единая Россия»                  |
| 9                                                           | Козловский Александр Николаевич                        | 4412                                                    | 33,01 %                                                 | «Единая Россия»                  |
| 10                                                          | Яников Владимир Николаевич                             | 4952                                                    | 35,16 %                                                 | «Единая Россия»                  |
| 11                                                          | Печникова Вера Николаевна                              | 6962                                                    | 48,15 %                                                 | «Единая Россия»                  |
| 11*                                                         | Раудсик Евгения Алексеевна                             | 6962                                                    | 48,15 %                                                 | «Единая Россия»                  |
| 12                                                          | Михайлова Ульяна Александровна                         | 2943                                                    | 24,27 %                                                 | «Единая Россия»                  |
| 13                                                          | Богачёва Ирина Михайловна                              | 4387                                                    | 38,41 %                                                 | «Единая Россия»                  |
| 14                                                          | Антонов Виктор Васильевич                              | 7132                                                    | 53,82 %                                                 | «Единая Россия»                  |
| 15                                                          | Бибикова Елена Васильевна                              | 8544                                                    | 56,44 %                                                 | «Единая Россия»                  |
| 15*                                                         | Дитрих Игорь Иванович                                  | 8544                                                    | 56,44 %                                                 | «Единая Россия»                  |
| 16                                                          | Полозов Борис Геннадьевич                              | 4825                                                    | 41,08 %                                                 | «Единая Россия»                  |
| 17                                                          | Мурашкин Михаил Фёдорович                              | 5229                                                    | 41,19 %                                                 | «Единая Россия»                  |
| 18                                                          | Фёдоров Алексей Владимирович                           | 6658                                                    | 44,10 %                                                 | «Единая Россия»                  |
| 19                                                          | Котов Александр Алексеевич                             | 8078                                                    | 56,41 %                                                 | «Единая Россия»                  |
| 20                                                          | Братчиков Александр Николаевич                         | 4894                                                    | 44,08 %                                                 | «Единая Россия»                  |
| 21                                                          | Лебедев Александр Анатольевич                          | 6529                                                    | 48,00 %                                                 | «Единая Россия»                  |
| 22                                                          | Василевский Валерий Михайлович                         | 6125                                                    | 53,55 %                                                 | «Единая Россия»                  |
| единый округ (18)                                           | Борисов Александр Александрович (до 15.12.2011)        |                                                         |                                                         | «Единая Россия»                  |
| единый округ (18)**                                         | Савельев Олег Дмитриевич (с 26.01.2012)                |                                                         |                                                         | «Единая Россия»                  |
| единый округ (4)                                            | Васильев Алексей Николаевич                            |                                                         |                                                         | «Единая Россия»                  |
| единый округ (15)                                           | Васильев Аркадий Владимирович                          |                                                         |                                                         | «Единая Россия»                  |
| единый округ (РГ)                                           | Василевский Александр Викторович                       |                                                         |                                                         | «Единая Россия»                  |
| единый округ (11)                                           | Гавунас Михаил Савельевич (до 31.05.2012)              |                                                         |                                                         | «Единая Россия»                  |
| единый округ (8)**                                          | Малышева Жанна Николаевна (с 28.06.2012 до 24.04.2014) |                                                         |                                                         | «Единая Россия»                  |
| единый округ (16)**                                         | Козьякова Дарья Викторовна (с 23.05.2014)              |                                                         |                                                         | «Единая Россия»                  |
| единый округ (17)                                           | Гизбрехт Александр Петрович (до 30.10.2014)            |                                                         |                                                         | «Единая Россия»                  |
| единый округ (3)**                                          | Остренко Виктор Владимирович (с 18.11.2014)            |                                                         |                                                         | «Единая Россия»                  |
| единый округ (14)                                           | Каленский Валентин Григорьевич                         |                                                         |                                                         | «Единая Россия»                  |
| единый округ (21)                                           | Козлов Андрей Григорьевич                              |                                                         |                                                         | «Единая Россия»                  |
| единый округ (1)                                            | Бубнов Геннадий Николаевич                             |                                                         |                                                         | КПРФ                             |
| единый округ (РГ)                                           | Копосов Анатолий Петрович                              |                                                         |                                                         | КПРФ                             |
| единый округ (2)                                            | Мышинская Мария Александровна                          |                                                         |                                                         | КПРФ                             |
| единый округ (РГ)                                           | Рогов Александр Анатольевич                            |                                                         |                                                         | КПРФ                             |
| единый округ (РГ)                                           | Савицкий Игорь Николаевич                              |                                                         |                                                         | КПРФ                             |
| единый округ (7)                                            | Штылин Иван Викторович (до 30.10.2014)                 |                                                         |                                                         | КПРФ                             |
| единый округ (5)**                                          | Дуля Виктор Федорович (с 18.11.2014)                   |                                                         |                                                         | КПРФ                             |
| единый округ (РГ)                                           | Брячак Олег Михайлович                                 |                                                         |                                                         | «Справедливая Россия»            |
| единый округ (РГ)                                           | Егоров Николай Васильевич (до 15.05.2016)              |                                                         |                                                         | «Справедливая Россия»            |
| единый округ (1)**                                          | Новохижин Юрий Михайлович (с 08.06.2016)               |                                                         |                                                         | «Справедливая Россия»            |
| единый округ (РГ)                                           | Тудакова Наталья Викторовна                            |                                                         |                                                         | «Справедливая Россия»            |
| единый округ (РГ)                                           | Макарченко Сергей Викторович                           |                                                         |                                                         | ЛДПР                             |
| единый округ (РГ)                                           | Минаков Антон Александрович                            |                                                         |                                                         | ЛДПР                             |
| единый округ (РГ)                                           | Салопов Василий Владимирович                           |                                                         |                                                         | ЛДПР                             |
| единый округ (РГ)                                           | Шлосберг Лев Маркович (до 24.09.2015)                  |                                                         |                                                         | «Яблоко»                         |
| единый округ (11)**                                         | Жильцова Любовь Васильевна (с 20.10.2015)              |                                                         |                                                         | «Яблоко»                         |
| *Мандат получен по итогам дополнительных выборов.           |                                                        |                                                         |                                                         |                                  |
| **Мандат передан по решению регионального отделения партии. |                                                        |                                                         |                                                         |                                  |
| (РГ) — региональная группа.                                 |                                                        |                                                         |                                                         |                                  |
| (№) — номер территориальной группы в партийном списке.      |                                                        |                                                         |                                                         |                                  |

### Шестой созыв
В результате выборов 18 сентября 2016 года абсолютное большинство голосов получила Всероссийская политическая партия «Единая Россия» — её представители одержали победу во всех 22-х одномандатных округах, ещё 11 мандатов единороссы получили в результате выборов по единому избирательному округу (44,14 % или 101 189 голосов). В итоге в шестом созыве фракция получила 33 мандата (квалифицированное большинство в Псковском областном Собрании — 30 голосов). Второй результат у КПРФ — 5 мандатов (20,06 % или 45 981 голос), партия ЛДПР сохранила позиции пятого созыва и представлена тремя депутатами (14,85 % или 34 053 голоса), фракция «Справедливая Россия» уменьшилась вдвое — потеряла одномандатный округ, получила 20 490 голосов — 8,94 %, что позволило взять лишь два мандата, у партии «Яблоко», как и прежде, 1 место — 6,09 % или 13 964 голоса. В 2019 году, на довыборах по одномандатному округу № 2 победил ещё один кандидат от партии «Яблоко», доведя таким образом количество представителей партии в областном парламенте до двух человек.
«Партия роста» и «Патриоты России» не сумели преодолеть 5%-ый барьер и не вошли в региональный парламент.
Председателем Собрания депутатов вновь избран Александр Котов (фракция «Единая Россия»). В ходе тайного голосования его поддержали 38 из 41 присутствующего на сессии депутата.
| Фракция (на конец работы созыва) | Фракция (на конец работы созыва) | Руководитель                | Всего        | по партийным спискам | по одномандатным округам |
| -------------------------------- | -------------------------------- | --------------------------- | ------------ | -------------------- | ------------------------ |
|                                  | Единая Россия                    | Антонов Виктор Васильевич   | 31 (70,45 %) | 11 (50,0 %)          | 21 (95,45 %)             |
|                                  | КПРФ                             | Алексеенко Пётр Васильевич  | 5 (11,36 %)  | 5 (22,73 %)          | 0                        |
|                                  | ЛДПР                             | Минаков Антон Александрович | 3 (6,82 %)   | 3 (13,64 %)          | 0                        |
|                                  | Справедливая Россия              | Тудакова Наталья Викторовна | 2 (4,55 %)   | 2 (9,09 %)           | 0                        |
|                                  | Яблоко                           | Шлосберг Лев Маркович       | 2 (4,55 %)   | 1 (4,55 %)           | 1 (4,55 %)               |

С 14 декабря 2016 года по 10 сентября 2017 года один мандат депутата Псковского областного Собрания оставался вакантным в связи со скоропостижной смертью Александра Василевского (округ № 8, г. Великие Луки). В результате довыборов, прошедших в Единый день голосования 10 сентября 2017 года, мандат вновь получил единоросс — Андрей Корнев. В декабре 2017 года председатель комитета по экономической политике, агропромышленному комплексу, экологии и природопользованию Александр Братчиков («Единая Россия») досрочно сложил депутатские полномочия в связи с назначением на должность главы Администрации города Пскова по итогам конкурса. В результате выборов 9 сентября 2018 года мандат получила единоросс Ирина Толмачёва. В мае 2019 года о своём желании досрочно сложить депутатские полномочия заявил единоросс Ян Лузин. В Единый день голосования 8 сентября 2019 года вакантный мандат выиграл член партии «Яблоко» Артур Гайдук. 31 октября 2019 года депутат Всеволод Козловский вышел из состава фракции «Единая Россия». Таким образом, фракция продолжила работу в составе 31 депутата, сохранив при этом квалифицированное большинство.
Пётр Алексеенко возглавил фракцию КПРФ в Псковском областном Собрании депутатов 26 января 2017 года. Его предшественник — Александр Рогов скоропостижно скончался 12 декабря 2016 года. Пётр Алексеенко получил мандат депутата на основании решения Избирательной комиссии Псковской области от 29 декабря 2016 года, поскольку являлся кандидатом из единого списка кандидатов, выдвинутого Псковским областным отделением КПРФ на выборах 18 сентября 2016 года. Виктор Антонов также в январе возглавил фракцию «Единой России» — 8 января 2017 года ушёл из жизни после ДТП вице-спикер Валентин Каленский .
Лидер региональной группы № 18 («Единая Россия») Александр Борисов на первой сессии был делегирован законодательным органом в Совет Федерации. Через год сенатор досрочно сложил полномочия, областное Собрание направило в Совет Федерации Андрея Турчака. Экс-губернатор на выборах в 2016 году возглавлял партийный список и получил право на вакантный мандат.
| Результаты выборов депутатов Псковского областного Собрания депутатов шестого созыва 18 сентября 2016 года, повторных выборов 10 сентября 2017 года (8 округ), 9 сентября 2018 года (12 округ), 8 сентября 2018 года (2 округ)                          | Результаты выборов депутатов Псковского областного Собрания депутатов шестого созыва 18 сентября 2016 года, повторных выборов 10 сентября 2017 года (8 округ), 9 сентября 2018 года (12 округ), 8 сентября 2018 года (2 округ) | Результаты выборов депутатов Псковского областного Собрания депутатов шестого созыва 18 сентября 2016 года, повторных выборов 10 сентября 2017 года (8 округ), 9 сентября 2018 года (12 округ), 8 сентября 2018 года (2 округ) | Результаты выборов депутатов Псковского областного Собрания депутатов шестого созыва 18 сентября 2016 года, повторных выборов 10 сентября 2017 года (8 округ), 9 сентября 2018 года (12 округ), 8 сентября 2018 года (2 округ) | Результаты выборов депутатов Псковского областного Собрания депутатов шестого созыва 18 сентября 2016 года, повторных выборов 10 сентября 2017 года (8 округ), 9 сентября 2018 года (12 округ), 8 сентября 2018 года (2 округ) |
| Округ | Партия | Партия | Депутат | % |
| --- | --- | --- | --- | --- |
| 1 | | Единая Россия | Васильев Алексей Николаевич | 51,87 % |
| 2 | | Единая Россия | Лузин Ян Вячеславович (до мая 2019 года) | 56,82 % |
| 2 | | Яблоко* | Гайдук Артур Маркович (с 8 сентября 2019 года) | 40,21 % |
| 3 | | Единая Россия | Севастьянов Алексей Анатольевич | 42,99 % |
| 4 | | Единая Россия | Тиханов Анатолий Владимирович | 50,61 % |
| 5 | | Единая Россия | Сорокин Юрий Юрьевич | 51,38 % |
| 6 | | Единая Россия | Драгунова Лидия Александровна | 29,93 % |
| 7 | | Единая Россия (до октября 2019 года) | Козловский Всеволод Юрьевич | 35,30 % |
| 8 | | Единая Россия | Василевский Александр Викторович (до декабря 2016 года) | 42,90 % |
| 8 | | Единая Россия* | Корнев Андрей Юрьевич (с 10 сентября 2017 года) | 58,2 % |
| 9 | | Единая Россия | Даньшова Елена Николаевна | 38,66 % |
| 10 | | Единая Россия | Яников Владимир Николаевич | 41,24 % |
| 11 | | Единая Россия | Остренко Виктор Владимирович | 50,38 % |
| 12 | | Единая Россия | Братчиков Александр Николаевич (до декабря 2017 года) | 41,87 % |
| 12 | | Единая Россия* | Толмачёва Ирина Геннадьевна (с сентября 2018 года) | 41,18 % |
| 13 | | Единая Россия | Богачёва Ирина Михайловна | 36,13 % |
| 14 | | Единая Россия | Быков Сергей Валентинович | 54,70 % |
| 15 | | Единая Россия | Дитрих Игорь Иванович | 51,25 % |
| 16 | | Единая Россия | Михайлова Ульяна Александровна | 47,58 % |
| 17 | | Единая Россия | Антонов Виктор Васильевич | 57,70 % |
| 18 | | Единая Россия | Фёдоров Алексей Владимирович | 48,39 % |
| 19 | | Единая Россия | Котов Александр Алексеевич | 66,49 % |
| 20 | | Единая Россия | Полозов Борис Геннадьевич | 51,82 % |
| 21 | | Единая Россия | Козлов Андрей Григорьевич | 46,45 % |
| 22 | | Единая Россия | Василевский Валерий Михайлович | 50,33 % |
| | | | | |
| Мандат | Партия | Партия | Депутат | Группа |
| 1 | | Единая Россия | Борисенкова Марина Эдуардовна | ОЧ (2) |
| 2 | | Единая Россия | Гречин Виктор Александрович | РГ № 10 (1) |
| 3 | | Единая Россия | Ставрунов Андрей Владимирович | РГ № 11 (1) |
| 4 | | Единая Россия | Михайлов Андрей Владимирович | РГ № 13 (1) |
| 5 | | Единая Россия | Григорьев Геннадий Владимирович | РГ № 14 (1) |
| 6 | | Единая Россия | Мельникова, Наталья Геннадьевна | РГ № 15 (1) |
| 7 | | Единая Россия | Афанасьев Вадим Григорьевич | РГ № 16 (1) |
| 8 | | Единая Россия | Каленский Валентин Григорьевич (до января 2017 года) | РГ № 17 (1) |
| 8 | | Единая Россия** | Блинов Алексей Анатольевич (с февраля 2017 года) | РГ № 17 (2) |
| 9 | | Единая Россия | Борисов Александр Александрович (до октября 2016) | РГ № 18 (1) |
| 9 | | Единая Россия** | Савельев Олег Дмитриевич (с ноября 2016 года) | РГ № 18 (2) |
| 10 | | Единая Россия | Бурый Николай Лавренович (до октября 2017 года) | РГ № 19 (2) |
| 10 | | Единая Россия** | Турчак Андрей Анатольевич (с октября по ноябрь 2017 года) | ОЧ (1) |
| 10 | | Единая Россия** | Лазарева Оксана Васильевна (с декабря 2017 года) | РГ № 19 (3) |
| 11 | | Единая Россия | Козьякова Дарья Викторовна | РГ № 20 |
| 12 | | КПРФ | Рогов Александр Анатольевич (до декабря 2016 года) | ОЧ (1) |
| 12 | | КПРФ** | Алексеенко Пётр Васильевич (с января 2017 года) | РГ № 6 (1) |
| 13 | | КПРФ | Копосов Анатолий Петрович | ОЧ (2) |
| 14 | | КПРФ | Дуля Виктор Фёдорович | ОЧ (3) |
| 14 | | КПРФ** | Михайлов Дмитрий Юрьевич (с декабря 2018 года) | РГ № 2 (1) |
| 15 | | КПРФ | Чувайлов Николай Алексеевич | РГ № 7 (1) |
| 16 | | КПРФ | Сосновский Сергей Валерьевич | РГ № 8 (1) |
| 17 | | ЛДПР | Минаков Антон Александрович | ОЧ (2) |
| 18 | | ЛДПР | Коробейников Кирилл Семёнович (до октября 2016 года) | РГ № 8 (1) |
| 18 | | ЛДПР** | Литвиненко Сергей Григорьевич (с ноября 2016 года) | РГ № 3 (1) |
| 19 | | ЛДПР | Павлинов Юрий Александрович | РГ № 9 (1) |
| 20 | | Справедливая Россия | Брячак Олег Михайлович (до сентября 2017 года) | ОЧ (1) |
| 20 | | Справедливая Россия** | Панченко Владимир Юрьевич (с октября 2017 года) | РГ № 11 (1) |
| 21 | | Справедливая Россия | Тудакова Наталья Викторовна | ОЧ (2) |
| 22 | | Яблоко | Шлосберг Лев Маркович | ОЧ (1) |
| *Мандат получен по итогам дополнительных выборов. **Вакантный мандат передан по решению регионального отделения партии. ОЧ — общеобластная часть партийного списка. РГ — региональная группа партийного списка. (№) — номер в группе партийного списка. | | | | |

15 сентября 2020 года, за год до окончания срока полномочий шестого созыва, региональный парламент принял изменения в Устав Псковской области, меняющие численность депутатского корпуса с 44 до 26 человек. Авторами инициативы выступили представители трёх фракций — «Единой России», ЛДПР и «Справедливой России». За изменения Устава, требующие поддержки квалифицированного большинства, проголосовали 36 человек.
Принцип формирования законодательного органа сохранился прежним — равное представительство депутатов, избранных по одномандатным округам и по спискам политических партий.

## Седьмой созыв — действующий
На выборах в Собрание седьмого созыва 19 сентября 2021 года партия «Единая Россия» вновь получила квалифицированное большинство — кандидаты от партии власти одержали победу во всех 13 одномандатных округах, ещё 6 мест единороссы получили в результате распределения партийных мандатов (89 113 голосов избирателей или 39,61 % от общего числа). В итоге в состав фракции «Единая Россия» вошли 19 депутатов. У КПРФ, как и прежде, второй результат — 3 партийных мандата (46 661 голосов или 20,74 %). Ещё четыре политических объединения получили по одному мандату: Справедливая Россия – Патриоты – За правду (партия набрала 20 447 голосов, 9,09 %), ЛДПР (20 026 или 8,9 %), Новые люди (14 001 — 6,22 %) и Яблоко (13 943 — 6,20 %). При распределении мандатов использовался метод делителей Империали. Депутаты сформировали шесть фракций.
Партия пенсионеров, «Коммунисты России», «Родина» и «Партия Роста» на выборах не преодолели 5 %-ый барьер.
| Фракция | Фракция                         | Руководитель                  | Всего        | по партийным спискам | по одномандатным округам |
| ------- | ------------------------------- | ----------------------------- | ------------ | -------------------- | ------------------------ |
|         | Единая Россия                   | Мнацаканян Армен Липартитович | 19 (73,08 %) | 6 (46,15 %)          | 13 (100 %)               |
|         | КПРФ                            | Михайлов Дмитрий Юрьевич      | 3 (11,54 %)  | 3 (23,08 %)          | 0                        |
|         | Справедливая Россия — За правду | Брячак Олег Михайлович        | 1 (3,85 %)   | 1 (7,69 %)           | 0                        |
|         | ЛДПР                            | Минаков Антон Александрович   | 1 (3,85 %)   | 1 (7,69 %)           | 0                        |
|         | Новые люди                      | Маковский Андрей Андреевич    | 1 (3,85 %)   | 1 (7,69 %)           | 0                        |
|         | Яблоко                          | Гайдук Артур Маркович         | 1 (3,85 %)   | 1 (7,69 %)           | 0                        |

На первой сессии 30 сентября 2021 года председателем избран Александр Котов, за кандидата от партии «Единая Россия» проголосовали 20 из 24 присутствовавших на сессии депутатов. Представители других политических объединений, представленных в Собрании, своих кандидатов на эту должность не выдвинули.

### Комитеты
- Комитет по бюджету, финансам и налоговой политике
- Комитет по труду и социальной политике
- Комитет по законодательств и местному самоуправлению
- Комитет по экономической политике, агропромышленному комплексу, экологии и природопользованию

### Комиссии
- Комиссия по вопросам депутатской деятельности и регламенту
- Комиссия по противодействию коррупции
- Комиссия по контролю за достоверностью сведений о доходах, об имуществе и обязательствах имущественного характера, представляемых депутатами областного Собрания

| Результаты выборов депутатов Псковского областного Собрания депутатов седьмого созыва 19 сентября 2021 года                                                                                          | Результаты выборов депутатов Псковского областного Собрания депутатов седьмого созыва 19 сентября 2021 года | Результаты выборов депутатов Псковского областного Собрания депутатов седьмого созыва 19 сентября 2021 года | Результаты выборов депутатов Псковского областного Собрания депутатов седьмого созыва 19 сентября 2021 года | Результаты выборов депутатов Псковского областного Собрания депутатов седьмого созыва 19 сентября 2021 года |
| Округ | Партия | Партия | Депутат | % |
| --- | --- | --- | --- | --- |
| 1 | | Единая Россия                                                                                               | Севастьянов Алексей Анатольевич                                                                             | 31,57 % |
| 2 | | Единая Россия                                                                                               | Лунгу Елена Сергеевна                                                                                       | 30,51 % |
| 3 | | Единая Россия                                                                                               | Братчиков Александр Николаевич                                                                              | 41,01 % |
| 4 | | Единая Россия                                                                                               | Сорокин Юрий Юрьевич                                                                                        | 38,83 % |
| 5 | | Единая Россия                                                                                               | Фомченкова Татьяна Александровна                                                                            | 26,16 % |
| 6 | | Единая Россия                                                                                               | Даньшова Елена Николаевна                                                                                   | 29,59 % |
| 7 | | Единая Россия                                                                                               | Кузь Владимир Васильевич                                                                                    | 30,05 % |
| 8 | | Единая Россия                                                                                               | Котов Александр Алексеевич                                                                                  | 50,47 % |
| 9 | | Единая Россия                                                                                               | Мнацаканян Армен Липаритович                                                                                | 46,11 % |
| 10 | | Единая Россия                                                                                               | Остренко Виктор Владимирович                                                                                | 43,86 % |
| 11 | | Единая Россия                                                                                               | Дитрих Игорь Иванович                                                                                       | 47,43 % |
| 12 | | Единая Россия                                                                                               | Козлов Андрей Григорьевич                                                                                   | 48,54 % |
| 13 | | Единая Россия                                                                                               | Иващенко Виктор Васильевич (до апреля 2025 года)                                                            | 35,01 % |
| | | | | |
| Мандат | Партия | Партия | Депутат | Группа |
| 1 | | Единая Россия                                                                                               | Турчак Андрей Анатольевич (до октября 2021 года)                                                            | ОЧ (1) |
| 1 | | Единая Россия*                                                                                              | Антонов Виктор Васильевич                                                                                   | РГ № 11 (1)                                                                                                 |
| 2 | | Единая Россия                                                                                               | Повторейко Анастасия Викторовна                                                                             | ОЧ (4) |
| 3 | | Единая Россия                                                                                               | Грицаев Олег Юрьевич (до декабря 2023 года)                                                                 | ОЧ (5) |
| 3 | | Единая Россия*                                                                                              | Мельникова Наталья Геннадьевна (до октября 2024 года)                                                       | РГ № 10 (1)                                                                                                 |
| 3 | | Единая Россия*                                                                                              | Толмачёва Ирина Геннадьевна                                                                                 | РГ № 7 (2)                                                                                                  |
| 4 | | Единая Россия                                                                                               | Григорьев Геннадий Владимирович                                                                             | РГ № 8 (1)                                                                                                  |
| 5 | | Единая Россия                                                                                               | Михайлов Андрей Владимирович                                                                                | РГ № 9 (1)                                                                                                  |
| 6 | | Единая Россия                                                                                               | Савельев Олег Дмитриевич                                                                                    | РГ № 12 (1)                                                                                                 |
| 7 | | КПРФ | Алексеенко Пётр Васильевич                                                                                  | ОЧ (1) |
| 8 | | КПРФ | Михайлов Дмитрий Юрьевич                                                                                    | ОЧ (2) |
| 9 | | КПРФ | Панченко Владимир Юрьевич                                                                                   | ОЧ (3) |
| 10 | | Справедливая Россия – Патриоты – За правду                                                                  | Брячак Олег Михайлович                                                                                      | ОЧ (1) |
| 11 | | ЛДПР | Минаков Антон Александрович                                                                                 | ОЧ (2) |
| 12 | | Новые люди                                                                                                  | Маковский Андрей Андреевич                                                                                  | ОЧ (1) |
| 13 | | Яблоко | Гайдук Артур Маркович                                                                                       | ОЧ (1) |
| *Вакантный мандат передан по решению регионального отделения партии. ОЧ — общеобластная часть партийного списка. РГ — региональная группа партийного списка. (№) — номер в группе партийного списка. | | | | |

Представителем областного Собрания депутатов в Совете Федерации ФС РФ вновь избран Андрей Турчак — секретарь Генерального совета партии «Единая Россия». участвовал в выборах депутатов регионального парламента в составе списка под вторым номером. В поддержку кандидатуры единоросса проголосовали 22 депутата из 24 присутствующих на сессии. Вакантный партийный мандат в ноябре 2021 года был передан Виктору Антонову, региональная группа № 11 на выборах получила четвёртый результат.